# Aulacodes distincta
Aulacodes distincta là một loài bướm đêm trong họ Crambidae.